# Барбер, Билл (музыкант)
Джон Уильям Барбер (англ. John William Barber), более известный как Билл Барбер (англ. Bill Barber; 21 мая 1920, Нью-Йорк — 18 июня 2007) — американский джазовый тубист. Один из первых джазовых музыкантов-исполнителей на этом инструменте. Наиболее известен по сотрудничеству с трубачом Майлзом Дэвисом.

## Биография
Джон Уильям Барбер начал заниматься на тубе, будучи студентом высшей школы. Высшее музыкальное образование он получил в Джульярдской школе. После окончания школы, Барбер отправился в Канзас-Сити в штате Миссури, где некоторое время играл в местном филармоническом оркестре, а также в ряде театральных оркестров. В 1942 году Уильям Барбер вступил в ряды американской армии и в течение трёх лет играл в военном духовом оркестре.
После окончания Второй мировой войны Билл Барбер увлёкся джазом. В 1947 году он начал ирать в биг-бэнде Клода Торнхилла. В 1949 году Барбер стал участником ансамбля Майлзом Дэвисом, состоявшего из девяти человек. Вместе с этим ансамблем он принял участие в записи знаменитого альбома Дэвиса Birth of the Cool. Позже Барбер играл в группе Майлза Дэвиса и Джила Эванса на записи альбомов Sketches of Spain, Miles Ahead и Porgy and Bess. Среди других его проектов следует отметить сотрудничество с Джоном Колтрейном.
Позже Барбер занялся преподаванием, однако продолжил и исполнительскую деятельность, периодически выступая в составе различных оркестров и ансамблей. Даже в более чем восьмидесятилетнем возрасте он продолжал играть, выступая с группой The Seatbelts.
По мнению авторов музыкального словаря Гроува, Билл Барбер стал первым тубистом, который стал исполнять на своём инструменте соло в стиле кул-джаз. Он одним из первых вышел за рамки ограниченного использования тубы как басового инструмента, характерного для традиционного джаза. Известный тубист и профессор Харви Филлипс отзывался о Барбере, как о музыканте, ставшем легендой для него и многих других. По его мнению, Билл Барбер сыграл важную роль в популяризации своего инструмента а различных музыкальных жанрах.